# Croton sepalinus
Croton sepalinus är en törelväxtart som beskrevs av Airy Shaw. Croton sepalinus ingår i släktet Croton och familjen törelväxter. Inga underarter finns listade i Catalogue of Life.